# Montanha Cypress

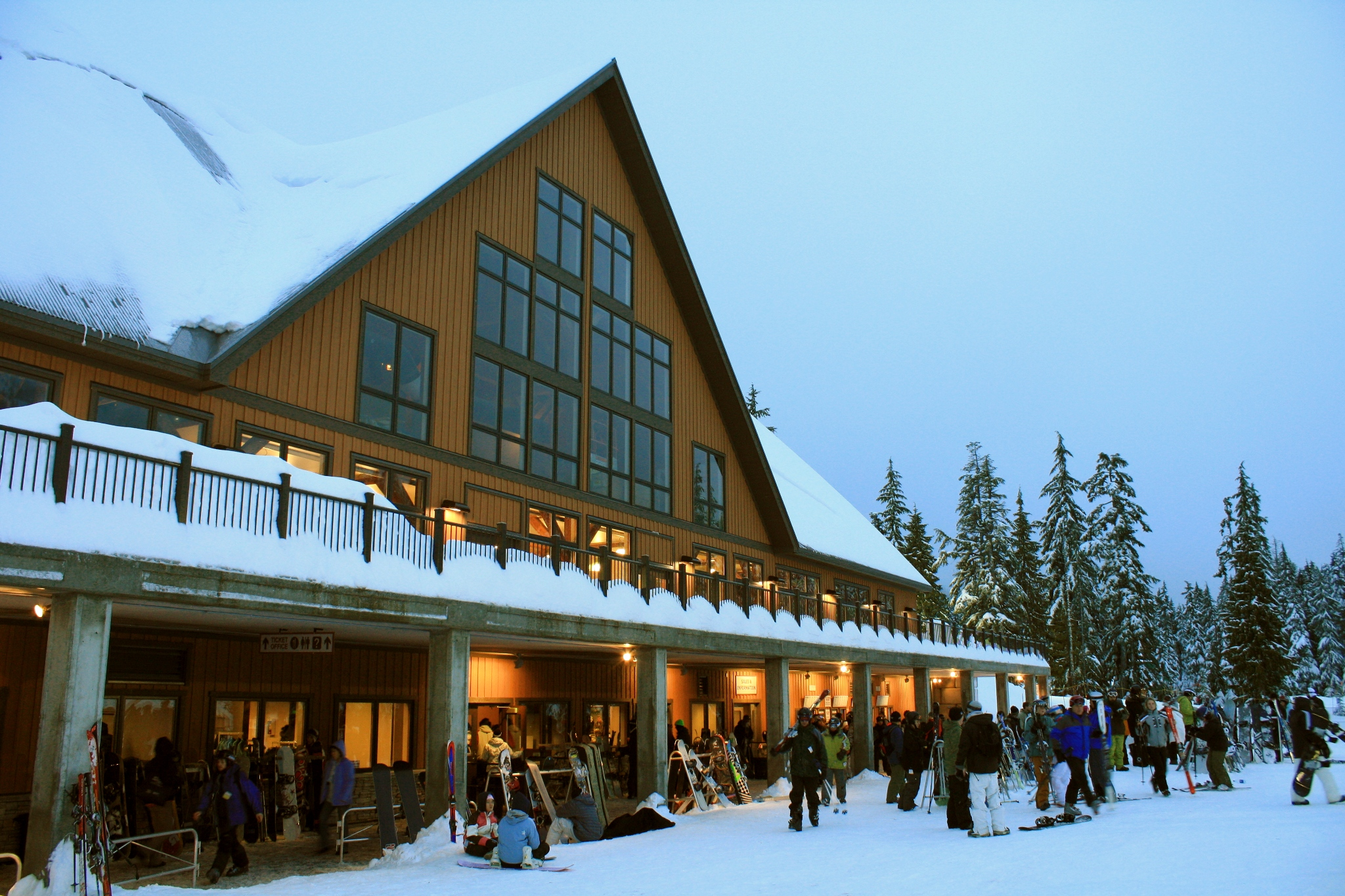
Área de recepção

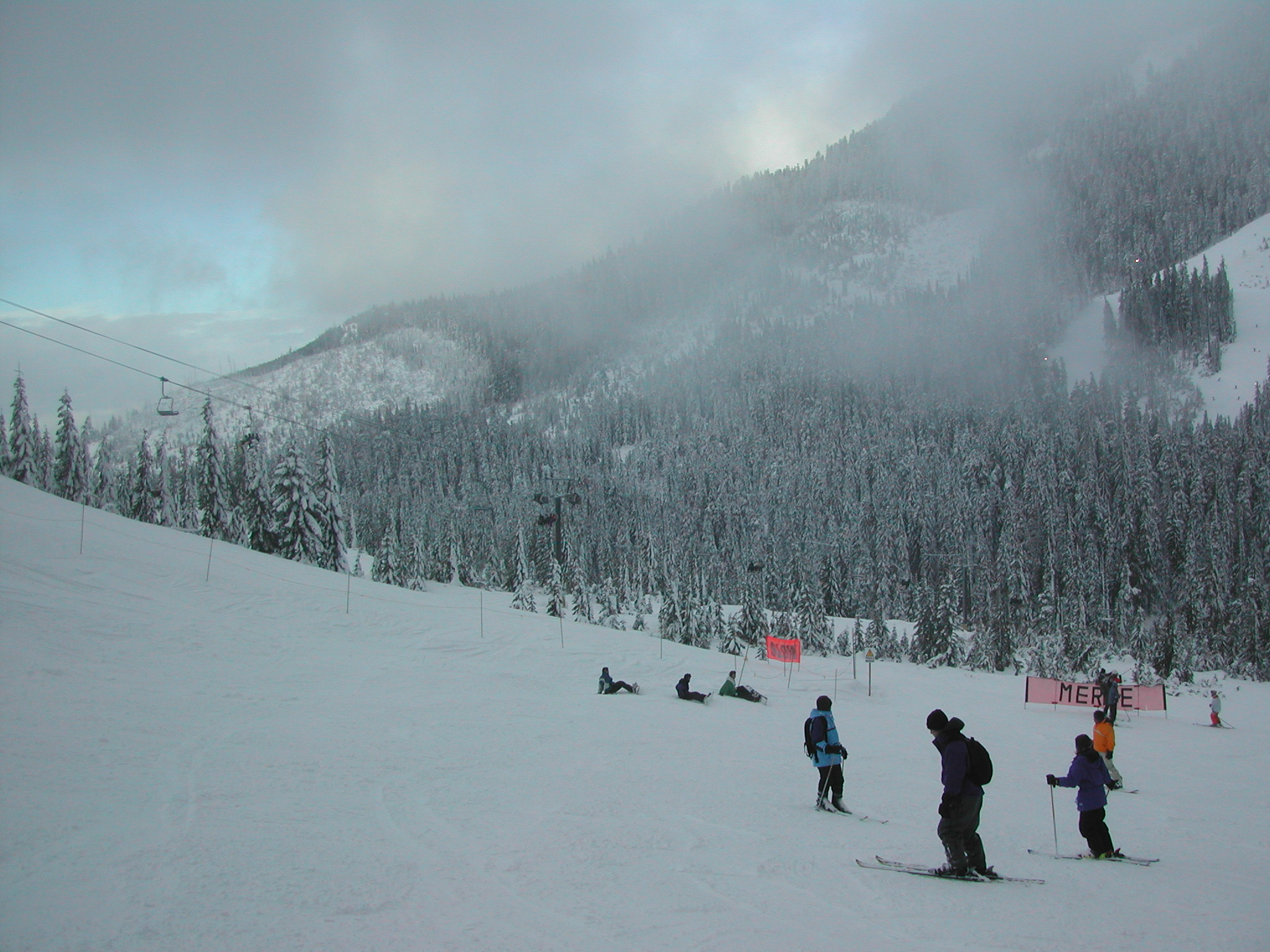
Esquiadores em Cypress

Montanha Cypress é uma estação de esqui em West Vancouver, Canadá, localizada na seção sul do Parque Provincial de Cypress.
Está a vinte minutos de carro do norte de Vancouver, possui 47 percursos nomeados de esqui alpino, vários acessíveis inclusive à noite, e 19 km de trilhas de esqui cross-country. No verão, a área é fechada, mas ainda há várias trilhas de caminhada no parque.
Os percursos de esqui são construídos em duas montanhas, Monte Strachan com 1440 m e Montanha Preta com 1200 m, chegando a 610 m de altura. Alguns residentes locais lamentam a escolha do novo nome para a estação já que não há de fato uma montanha chamada Cypress na área. A montanha Cypress se localiza 24 km a leste, em Coquitlam. O nome é oriundo de "Cypress Bowl", como se chamava a região entre as duas montanhas, e antigo nome da estação. O termo Cypress é oriundo da chamaecyparis nootkatensis, uma espécie de árvore comum no parque em altitudes maiores que 800 m.
Apesar da área ser fechada no verão, as construções para os Jogos Olímpicos de Inverno de 2010 continuam por alguns anos. Cypress abrigará todas as competições de esqui estilo livre e snowboard.
A taxa de neve no local é de 622 cm/ano.